# I Delfini (album)
I Delfini è l'album di debutto dell'omonimo gruppo musicale italiano, pubblicato dalla CDB nel novembre del 1965.

## Tracce

### LP
(1965, CDB, LDB 3001)
Lato A
1. Piangevo per te – 2:42 (Renzo Levi Minzi)
2. Il mio dolore (Cover di All My Sorrows di Glenn Yarbrough) – 3:06 (Dave Guard, Nick Reynolds, Bob Shane; adattamento testo in italiano di Don Backy)
3. Credimi cara – 2:15 (Sergio Magri)
4. Anche se lei – 2:12 (Levi Minzi, Sergio Magri, Franco Capovilla)
5. Stasera sono solo – 2:45 (Franco Capovilla, Sergio Magri)
6. La preghiera – 2:32 (Sergio Magri, Renzo Levi Minzi)

Durata totale: 15:32
Lato B
1. Signora (Una fetta di limone) – 2:03 (Enzo Jannacci, Giorgio Gaber)
2. Non piango mai – 3:06 (Renzo Levi Minzi, Sergio Magri, Franco Capovilla)
3. Delfino Time – 2:16 (Franco Capovilla, Sergio Magri, Giorgio Castellani)
4. Quella dei sogni miei – 2:52 (Renzo Levi Minzi, Sergio Magri)
5. Tu devi ritornare da me (Cover del brano dei Rolling Stones: Tell Me) – 3:01 (Mick Jagger, Keith Richards; adattamento testo in italiano di Renzo Levi Ninzi)
6. Non farmi ridere di te – 2:17 (Sergio Magri)
7. Voglio essere il tuo uomo – 2:52 (Paul McCartney, John Lennon)

Durata totale: 18:27

## Formazione

### Gruppo
- Renzo Levi Minzi – canto, basso, pianoforte (A5, B3 e B4), organo (B2)
- Sergio Magri – canto, chitarre, sassofono, basso (B3)
- Franco Capovilla – canto, chitarre
- Mario Pace – percussioni[1]